# John Mather (matemático)
John Norman Mather (Los Angeles, 9 de junho de 1942 – Princeton, 28 de janeiro de 2017) foi um matemático estadunidense conhecido por seu trabalho em teoria das singularidades e mecânica hamiltoniana.
Foi palestrante convidado do Congresso Internacional de Matemáticos em Vancouver (1974: Foliations and local homology groups of diffeomorphisms) e em Berkeley (1986: Dynamics of area preserving mappings).

## Prêmios e condecorações
- 1978: Prêmio John J. Carty
- 2003: Prêmio George David Birkhoff
- 2014: Medalha Brouwer